# Optical Gravitational Lensing Experiment
L'Optical Gravitational Lensing Experiment est un projet d'astronomie polonais basé à l'Université de Varsovie, axé principalement sur la découverte de matière noire en utilisant les microlentilles gravitationnelles. Depuis que le projet a débuté en 1992, il a permis de découvrir différentes planètes extra-solaires. Le projet est dirigé par le professeur polonais Andrzej Udalski de ladite Université, qui est coparticipant à la découverte d'OGLE-2005-BLG-390L b.
Le principal objectif de l'expérience sont les nuages de Magellan et le bulbe galactique (voir galaxie spirale), à cause du grand nombre d'étoiles intermédiaires qui peuvent être utilisées pour visionner le transit astronomique. La plupart des observations sont faites à l'Observatoire de Las Campanas au Chili. Les institutions partenaires sont entre autres l'Université de Princeton et le Carnegie Institution.
Le projet est divisé en trois phases : OGLE-I, -II et -III. OGLE-I était le projet pilote ; pour OGLE-II, un télescope fut spécialement construit en Pologne et expédié au Chili. OGLE-III est au début consacré à la détection de planètes intermédiaires, les deux endroits observés durant cette phase étant le bulbe galactique et la constellation de la Carène.

## Planètes découvertes par OGLE
Une liste non exhaustive est fournie à la page :
- Microlensing Observations in Astrophysics (MOA).